# Odojeviće
Odojeviće (Servisch cyrillisch Одојевиће) is een plaats in de Servische gemeente Novi Pazar. De plaats telt 50 inwoners (2002).